# 21664 Konradzuse
21664 Konradzuse (1999 RG1) là một tiểu hành tinh vành đai chính được phát hiện ngày 4 tháng 9 năm 1999 bởi L. Šarounová ở Đài thiên văn Ondřejov.